# Étienne-François Dutour de Salvert
Pour les articles homonymes, voir Dutour et Salvert.
Étienne François Dutour de Salvert (Bailleul, 1711 - Riom, 1789) est un naturaliste et physicien français.

## Biographie
Étienne-François naît le 11 ou le 12 juillet 1711 ; il sera l'aîné de trois enfants. Il appartient à la famille Dutour de Salvert, une famille de marchands-tanneurs riomois anoblie en 1710 par une charge de secrétaire du roi, maison et couronne de France, en la personne de son père, Claude Dutour (1674–1747). Sa mère est Marie-Agnès Florisone ou Florizoone.
Dutour de Salvert devient successivement contrôleur des fermes, receveur des tailles et secrétaire du roi à la Cour des Aides. Son revenu annuel le place « dans la tranche des très honnêtes et très aisés bourgeois ».
En 1746, l'Académie royale des sciences couronne son Mémoire sur l'attraction de l'aimant. C'est l'année aussi où il en devient correspondant : il l'est d'abord de l'abbé Nollet le 18 juin 1746, puis de Morand fils le 20 juin 1770, enfin de Mathurin Jacques Brisson le 21 août 1784.
En 1749, il achète pour 95 000 livres la terre et seigneurie de Salvert (située dans la commune actuelle de Fontanières), et en rend foi et hommage au roi et au comte d'Artois le 13 juillet 1764. Il achète enfin en 1771 le marquisat de Bellenaves à François-Emmanuel de Crussol d'Uzès ; l'ensemble (château et terres) est estimé en 1749 à environ 235 000 livres.
Il était connu pour sa piété et sa charité ; le 8 août 1789, Dubreul informe Charles-Gilbert Romme de la mort d’Étienne François en ces mots : « M. Dutour est mort avant-hier soir. Les pauvres ont perdu leur père ». Il était un homme des Lumières.
Le couple qu'il avait formé avec Anne Marthe de Freydefont avait eu deux enfants : Pierre Étienne (8 janvier 1743 – 18 août 1794) et Antoine Guillaume (3 octobre 1748 – janvier 1756).

## Contributions
Étienne François Dutour de Salvert est l'« auteur d’expériences et de théories sur la vision, la réflexion, la réfraction, la diffraction, la capillarité, l’adhésion, la dissolution, la submersion ». Sur la théorie de l'électricité, il était un « défendeur habile du système Nollet » qu'il préférait à celui de Benjamin Franklin,.
L'auteur du Mémoire sur l'attraction de l'aimant publie à Paris en 1760 des Recherches sur les différents mouvements de la matière électrique. En 1768, l'Académie retient ses Observations sur un banc de terre crétacée et de pierres branchues qui est aux environs de Riom, au tome V des Mémoires de mathématiques et de physique présentés à l'Académie royale des sciences, par divers sçavants, & lûs dans ses assemblées. En 1774, dans le tome VI de la même collection, il publie un mémoire sur le strabisme, où il complète les analyses de Buffon. De 1778 à 1780, le Journal de Physique publie ses Expériences sur les tubes capillaires, avec des « Suites » et un « Supplément ».

## Œuvres (liste partielle)

### Ouvrages et articles
- Recherches sur les différens mouvemens de la matière électrique, Paris, Vincent, 1760
- Mémoires de mathématique et de physique, présentés à l'Académie royale des sciences, par divers sçavans, & lûs dans ses assemblées, Paris, Moutard, 1750–1786 (lire en ligne).
- (la) Vita Christi et concordia evangelistarum, Riom, Dégoutte, 1782[12].
- (avec Auguste de Saint-Hilaire), « Observations sur le genre Glaux », dans Mémoires du Muséum d'histoire naturelle, t. 2, Paris, 1815, p. 393–395[13],[14].

### Correspondance
Physicien, géologue, botaniste, Dutour tient une correspondance assidue avec bon nombre de personnalités de son temps, principalement avec Jean Antoine Nollet, à l'époque grand maître en France de la physique expérimentale, et avec Buffon, dont il est un ami proche. D'autres grands scientifiques de son temps, comme Lavoisier, d'Alembert, Duhamel du Monceau ou encore Monge font partie de ses destinataires.
Il correspond également avec Gilbert Romme, originaire lui aussi de Riom. Enfin, sa correspondance avec « les plus grands libraires-imprimeurs parisiens des Lumières » est intéressante à retenir.

## Compléments

### Honneurs et mémoire
- Prix pour son mémoire sur l'aimant de l'Académie des sciences (1736).
- Les échanges entre Gilbert Romme et Dutour de Salvert sont publiés par les presses de l'université Blaise-Pascal depuis 2006[17].
- Le 11 octobre 2011 est organisée une journée d'étude sur Étienne François, en présence du maire de Riom et d'universitaires[18]. Le même jour, une plaque commémorative est inaugurée sur l'ancien hôtel particulier Dutour, à Riom.